# Ostojićevo (Serbia)
Ostojićevo (cyr. Остојићево, węg. Tiszaszentmiklós) – wieś w Serbii, w Wojwodinie, w okręgu północnobanackim, w gminie Čoka. W 2011 roku liczyła 2324 mieszkańców.
W pierwszej połowie XIX wieku wyemigrowało tu wielu mieszkańców Śląska Cieszyńskiego, głównie Wisły. Do dziś żyje tu około 300 ich potomków